# Muniellos
Muniellos este o arie protejată (sit de importanță comunitară — SCI, arie de protecție specială avifaunistică — SPA) din Spania întinsă pe o suprafață de 5.323,1 ha, integral pe uscat.

## Localizare
Centrul sitului Muniellos este situat la coordonatele 43°00′45″N 6°41′52″W / 43.0124°N 6.6979°V.

## Înființare
Situl Muniellos a fost declarat arie de protecție specială avifaunistică în februarie 1988 pentru a proteja 1 specie de plante și 37 de specii de animale. Situl a fost protejat și ca sit de importanță comunitară în decembrie 1997.

## Biodiversitate
Situată în ecoregiunea atlantică, aria protejată conține 11 habitate naturale: Pajiști oro-iberice cu Festuca indigesta, Păduri aluvionare cu Alnus glutinosa și Fraxinus excelsior (Alno-Padion, Alnion incanae, Salicion albae), Păduri de fag acidofile atlantice, cu subarboret de Ilex și, uneori, de asemenea, Taxus, la nivelul arbuștilor (Quercion robori-petraeae sau Ilici-Fagenion), Fânețe de joasă altitudine (Alopecurus pratensis, Sanguisorba officinalis), Păduri de stejar galițio-portugheze cu Quercus robur și Quercus pyrenaica, Lacuri eutrofice naturale cu vegetație de tip Magnopotamion sau Hydrocharition, Ape oligotrofe din câmpii nisipoase, cu un conținut foarte redus de minerale (Littorelletalia uniflorae), Roci stâncoase cu vegetație pionieră de Sedo-Scleranthion sau Sedo albi-Veronicion dillenii, Grohotișuri termofile și vest-mediteraneene, Pajiști uscate europene, Lande oro-mediteraneene cu formațiuni endemice de grozamă.
La baza desemnării sitului se află mai multe specii protejate:
- plante (1): Narcissus asturiensis
- păsări (21): uliu porumbar (Accipiter gentilis), acvilă de munte (Aquila chrysaetos), caprimulg (Caprimulgus europaeus), șerpar (Circaetus gallicus), erete vânăt (Circus cyaneus), porumbel gulerat (Columba palumbus), ciocănitoarea de stejar (Dendrocopos medius), ciocănitoare neagră (Dryocopus martius), șoim călător (Falco peregrinus), sfrâncioc roșiatic (Lanius collurio), ciocârlie de pădure (Lullula arborea), Perdix perdix hispaniensis, viespar (Pernis apivorus), Pyrrhocorax pyrrhocorax, sitar de pădure (Scolopax rusticola), silvie de tufiș (Sylvia undata),  cocoș de munte (Tetrao urogallus), sturzul viilor (Turdus iliacus), sturz-cântător (Turdus philomelos), sturz (Turdus pilaris), sturzul de vâsc (Turdus viscivorus)
- amfibieni (1): Chioglossa lusitanica
- mamifere (7): liliac cârn (Barbastella barbastellus), Galemys pyrenaicus, vidră de râu (Lutra lutra), liliac cărămiziu (Myotis emarginatus), liliacul mare cu potcoavă (Rhinolophus ferrumequinum), liliacul mic cu potcoavă (Rhinolophus hipposideros), urs brun (Ursus arctos)
- nevertebrate (6): Cucujus cinnaberinus, Elona quimperiana, fluturele auriu (Euphydryas aurinia), Euplagia quadripunctaria, Geomalacus maculosus, rădașcă (Lucanus cervus)
- reptile (2): Lacerta monticola, Lacerta schreiberi

Pe lângă speciile protejate, pe teritoriul sitului au mai fost identificate 1 specie de plante, 1 specie de amfibieni, 9 specii de mamifere, 1 specie de reptile.